# Kivijärvenlompola
Kivijärvenlompola eller Kivijärvenlompolo är en sjö i Finland. Den ligger i kommunen Enare i landskapet Lappland, i den norra delen av landet, 1 000 km norr om huvudstaden Helsingfors. Kivijärvenlompolo ligger 168,4 meter över havet. Arean är 3,9 hektar och strandlinjen är 1,63 kilometer lång. Sjön  ingår i Pasvik älvs huvudavrinningsområde. 